# Rostislav Aleksandrovitj af Rusland
Prins Rostislav Aleksandrovitj af Rusland (russisk: Ростислав Александрович Романов; tr. Rostislav Aleksandrovitj Romanov) (24. november 1902 – 31. juli 1978) var en russisk prins fra Huset Romanov. Han var det sjetteældste barn af storfyrst Aleksandr Mikhailovitj af Rusland og hans hustru storfyrstinde Ksenija Aleksandrovna af Rusland.

## Biografi
Prins Rostislav Aleksandrovitj blev født på landsted Ai-Todor på halvøen Krim i det Russiske Kejserrige den 24. november 1902. Han var den femte søn og sjette barn blandt syv søskende. Hans forældre, storfyrst Aleksandr Mikhailovitj og storfyrstinde Ksenija Aleksandrovna var halvfætter og -kusine. Gennem sin far var han dermed medlem af Huset Romanov, barnebarn af Storfyrst Mikhail Nikolajevitj af Rusland og oldebarn af Kejser Nikolaj 1. af Rusland. Gennem sin mor var han barnebarn af Kejser Aleksandr 3. af Rusland og oldebarn af Kong Christian 9. af Danmark. Som oldebarn af en russisk kejser havde han titel af prins og prædikat af højhed.
Prins Rostislav giftede sig første gang den 1. september 1928 i Chicago i et morganatisk ægteskab med fyrstinde Aleksandra Pavlovna Golitsina. De fik en søn, Fyrst Rostislav Rostislavovitj Romanov, før de blev skilt i 1944. Prins Rostislav giftede sig anden gang den 24. november 1944 i et morganatisk ægteskab med Alice Eilken. De fik en søn, Fyrst Nikolaj Rostislavovitj Romanov, før de blev skilt den 11. april 1951. Prins Rostislav giftede sig tredje gang den 19. november 1954 med Hedwig Maria Gertrud Eva von Chappuis.
Prins Rostislav døde den 31. juli 1978 i Cannes i Frankrig.

## Eksterne links
- Wikimedia Commons har flere filer relateret til Rostislav Aleksandrovitj af Rusland